# Bridget Powers
Bridget Powers (Boise, Idaho; 11 de octubre de 1980) es una actriz pornográfica estadounidense. Destacó por su baja estatura debido al enanismo que sufría, lo que hizo que a menudo se le acreditara en las películas como Bridget the Midget. Además de su trabajo para adultos, también ha aparecido en muchas películas en papeles cómicos o dramáticos, como Big Money Rustlas, Tiptoes o S.W.A.T..

## Primeros años
Powers, nombre artístico de Cheryl Marie Murphy, nació en Boise, la capital y ciudad más poblada del estado estadounidense de Idaho. Sus padres se divorciaron cuando ella tenía un año y tuvo varias operaciones entre los tres y los catorce años para corregir las piernas arqueadas; tales resultados la dejaron con una pierna recta y otra ladeada más hacia la izquierda, lo que le obligó a usar rodilleras para equilibrar el peso y minimizar la carga y el desgaste.

## Carrera
Powers fue descubierta en un club nocturno gótico por un hombre que trabajaba como maquillador para una película gótica de vampiros para adultos. Debutó como actriz pornográfica en 1999, cuando tenía 19 años, siendo su primera película Dirty Debutantes 103, del estudio 4 Play. Grabó producciones para otros estudios como Gentlemen's Video, Zane, Filmco, VCA Pictures, Elegant Angel, Odyssey, Puritan, Shooting Star, Dreamland, Extreme Associates, Private, Vivid o Shooting Star.
Como actriz consiguió estipular en sus contratos que las grabaciones fueran escenas en las que se usara protección; sin embargo, muchos de los artistas masculinos se quitaban los condones. Desilusionada con la explotación de la industria del cine porno, creó su propio sitio web de videos a pedido. Se retiraría de la industria en 2006, llegando a grabar 76 películas como actriz en la industria pornográfica.
Fue copresentadora del programa de radio Bedtime Stories del también actor, director y productor pornográfico Ed Powers. Además de sus papeles en películas eróticas, ha aparecido en varias películas convencionales, como 8mm, Confesiones de una mente peligrosa, S.W.A.T., Wristcutters: A Love Story, I Hope They Serve Beer in Hell y películas independientes como Almost Amateur, Tiptoes o Lynsey hacen Jody 2 - Extreme Edition.
Ella apareció como ella misma en la serie documental de HBO de 2002 Cathouse: The Series, que exploraba la vida de los propietarios, la gestión, el personal y los clientes del burdel legal Moonlite BunnyRanch burdel en Carson City (Nevada). Como "Bridget the Midget", apareció en un episodio de la serie Wild West Tech de History Channel. En 2006, apareció en un episodio del reality show de celebridades de VH1, The Surreal Life. También apareció en The Howard Stern Show en E!. También interpretó el papel de Tink, el interés amoroso del sheriff Sugar Wolf en la película de 2010 Big Money Rustlas.

## Vida personal
Powers tiene un hijo. El 18 de septiembre de 2019, fue arrestada y registrada en el Centro de Detención del Condado de Clark después de apuñalar en la pierna a su novio en su casa de Las Vegas.